# Lutas nos Jogos Pan-Americanos de 2023 - Livre até 50 kg feminino
A categoria livre até 50 kg feminino das lutas nos Jogos Pan-Americanos de 2023 foi disputada em 3 de novembro de 2023 no Centro de Treinamento Olímpico, em Ñuñoa. Um total de 7 lutadoras, cada uma representando um Comitê Olímpico Nacional (CON), participaram do evento.

## Medalhistas
| Ouro   | CUB Yusneylys Guzmán     |
| Prata  | ECU Jacqueline Mollocana |
| Bronze | VEN Mariana Rojas        |

## Resultados
A competição foi realizada em um único dia até a definição das medalhistas. Devido ao número baixo de inscritas, o evento teve um formato diferente das demais categorias, com uma fase de grupos antes das semifinais.

### Fase de grupos
As sete competidoras foram divididas em dois grupos, onde todas se enfrentam dentro dos grupos. As duas melhores de cada grupo avançam as semifinais.

#### Grupo A
| Pos. | Lutadora             | V | D | CP | TP |
| ---- | -------------------- | - | - | -- | -- |
| 1    | CUB Yusneylys Guzmán | 3 | 0 | 12 | 25 |
| 2    | VEN Mariana Rojas    | 2 | 1 | 7  | 16 |
| 3    | BRA Thalia Freitas   | 1 | 2 | 4  | 10 |
| 4    | PAN Yorlenis Morán   | 0 | 3 | 1  | 6  |

|                      | Total  |                      | CP      |
| -------------------- | ------ | -------------------- | ------- |
| VEN Mariana Rojas    | 10–0   | PAN Yorlenis Morán   | 4–0 SU  |
| BRA Thalia Freitas   | 0–10   | CUB Yusneylys Guzmán | 0–4 SU  |
| BRA Thalia Freitas   | 1–6    | VEN Mariana Rojas    | 1–3 PO1 |
| CUB Yusneylys Guzmán | 10–0 F | PAN Yorlenis Morán   | 5–0 FA  |
| CUB Yusneylys Guzmán | 5–0    | VEN Mariana Rojas    | 3–0 PO  |
| BRA Thalia Freitas   | 9–6    | PAN Yorlenis Morán   | 3–1 PO1 |

#### Grupo B
| Pos. | Lutadora                 | V | D | CP | TP |
| ---- | ------------------------ | - | - | -- | -- |
| 1    | ECU Jacqueline Mollocana | 2 | 0 | 8  | 4  |
| 2    | USA Erin Golston         | 1 | 1 | 5  | 0  |
| 3    | ARG Patricia Bermúdez    | 0 | 2 | 0  | 0  |

|                          | Total |                          | CP     |
| ------------------------ | ----- | ------------------------ | ------ |
| USA Erin Golston         | WO    | ARG Patricia Bermúdez    | 5–0 FO |
| ECU Jacqueline Mollocana | 4–0   | USA Erin Golston         | 3–0 PO |
| ARG Patricia Bermúdez    | WO    | ECU Jacqueline Mollocana | 0–5 FO |

### Fase eliminatória
|  | Semifinais               | Semifinais |  |  | Final                    | Final               |  |  |
|  |                          |            |  |  |                          |                     |  |  |
|  | CUB Yusneylys Guzmán     | 11         |  |  |                          |                     |  |  |
|  | USA Erin Golston         | 0          |  |  |                          |                     |  |  |
|  |                          |            |  |  | CUB Yusneylys Guzmán     | 5                   |  |  |
|  |                          |            |  |  | ECU Jacqueline Mollocana | 2                   |  |  |
|  | ECU Jacqueline Mollocana | 4F         |  |  |                          |                     |  |  |
|  | VEN Mariana Rojas        | 0          |  |  | Disputa pelo bronze      | Disputa pelo bronze |  |  |
|  |                          |            |  |  |                          |                     |  |  |
|  |                          |            |  |  | USA Erin Golston         | 0                   |  |  |
|  |                          |            |  |  | VEN Mariana Rojas        | 3                   |  |  |